# Unió Progressista Melanèsia
La Unió Progressista Melanèsia és un partit polític de Nova Caledònia d'ideologia independentista fundat el 1974. Forma part del Front d'Alliberament Nacional Canac Socialista (FLNKS) i de la Unió Nacional per la Independència.

## Història
L'UPM fou fundada el 1974 amb el nom inicial d'Unió Progressista Multiracial per dissidents de la Unió Multiracial, partit fundat pels membres canacs de la Unió Caledoniana oposats al lideratge de Maurice Lenormand. El 1977 va prendre el seu nom actual. Situat inicialment més a l'esquerra i proper als moviments trostskistes metropolitans, com la LCR, es va inscriure ràpidament en la reivindicació independentista i en particular en la reclamació de terres per als melanesis. A partir del 1979 es va adherir al Front Independentista i el 1984 al FLNKS, i ha estat l'ànima dels moviments d'ocupacions de terres durant els esdeveniments dels anys 1980.
No obstant això, igual que altres components també considerats originalment radicals, com el Palika, des de la signatura dels Acords de Matignon de 1988 i el posterior Acord de Nouméa, ha moderat profundament la seva postura. D'altra banda, la seva influència política és particularment baixa i avui en dia és generalment considerat un aliat tradicional de Palika dins l'UNI. El seu líder, Víctor Tutugoro és també, des de 2001, el portaveu de l'oficina política del FLNKS i, per tant, la cara oficial del Front. Milita en aquesta postura perquè els dos principals components del FLNKS, Palika i l'UC, trobin un terreny comú i acabin amb les seves lluites internes.

## Direcció i personalitats
Tècnicament la UPM no té president, però és dirigida per un Buró Polític elegit pel Congrés i que nomena entre seus membres un portaveu. Actualment, el càrrec el deté Victor Tutugoro qui, com a únic electe del partit a l'Assemblea de la Província del Nord i portaveu del buró polític del FLNKS, és l'única personalitat coneguda de l'UPM, al costat d'André Gopoea, el seu fundador i alcalde de Ponérihouen des de 2001.
L'UPM est également bien implantée aux îles Belep, commune qu'elle se dispute généralement avec la FCCI (autre parti indépendantiste mais plus modéré) : elle disposait de la mairie de 2001 à 2008 et constitue aujourd'hui l'opposition municipale. La UPM està ben implantada a les illes Belep, i a les eleccions municipals hi competeix amb el FCCI. Hi va tenir l'alcaldia el 2001-2008 i des d'aleshores és a l'oposició.